# Оструда
Остру̀да (на полски: Ostróda; на немски: Osterode; пруски: Austrāti) е град в Североизточна Полша, Варминско-Мазурско войводство. Административен център е на Острудски окръг, както и на селската Острудска община, без да е част от нея. Самият град е обособен в самостоятелна градска община с площ 14,15 км2.

## География
Градът се намира в историческата област Помезания. Разположен е в географския макрорегион Илавска езерна област край река Дървенца при вливането и в Дървенцкото езеро.

## История
Селището е основано през XIII век при тевтонски замък изграден в по-ранен период в земята на пруското племе помезани. От XVI век е част от областта Горна Прусия. В периода 1975 – 1998 година градът е в състава на Олщинското войводство.

## Население
Населението на града възлиза на 33 243 души (2017 г.). Гъстотата е 2349 души/км2.

## Личности
Родени в града:
- Паул Далке – немски лекар, хомеопат
- Ханс Хелмут Кирст – немски писател
- Кристиан Краус – немски философ
- Патрик Чарновски – полски волейболист, национал
- Гжегож Мартецки – полски композитор
- Мария Чунелис – полска актриса
- Збигнев Бабалски – полски политик

## Градове партньори
- Остероде ам Харц, Германия
- Шилуте, Литва

## Фотогалерия
- Евангелистка църква
- Лицей в Оструда
- Оструда
- Железопътната гара